# Manuel Ezequiel Bruzual (khu tự quản)
Manuel Ezequiel Bruzual là một khu tự quản thuộc bang Anzoátegui, Venezuela. Thủ phủ của khu tự quản Manuel Ezequiel Bruzual đóng tại Clarines. Khự tự quản Manuel Ezequiel Bruzual có diện tích 1566 km2, dân số theo điều tra dân số ngày 21 tháng 10 năm 2001 là 27758 người.